# Rokunohe
Rokunohe (六戸町; Rokunohe-machi) és un poble del Japó situat a la prefectura d'Aomori.